# Francesco Isola
Francesco Isola (Montenars, 11 dicembre 1850 – Montenars, 21 dicembre 1926) è stato un vescovo cattolico italiano.

## Biografia
In occasione delle celebrazioni per i 1600 anni dal martirio dei martiri di Concordia (1903-1904) promosse e realizzò l'ampliamento della cattedrale di Concordia, facendo aggiungere un'arcata, fece erigere la nuova facciata, che ricorda quella di San Zaccaria in Venezia, e fece costruire la cappella dei Martiri, con la piccola cripta che raccoglie le reliquie. Nel 1904 istituì la commissione diocesana sull'arte ed edilizia sacra cui fece seguito nel 1906 un regolamento per l'arte sacra.
Dopo la rotta di Caporetto, al contrario dell'arcivescovo di Udine Antonio Anastasio Rossi, decise di non lasciare il territorio diocesano e di non abbandonare la popolazione che aveva deciso di non fuggire davanti alle truppe austro-ungariche.
Il 3 novembre 1918, dopo l'entrata delle truppe italiane in Portogruaro riconquistata, il palazzo vescovile fu occupato e il vescovo fu malmenato da soldati dell'esercito italiano e da facinorosi locali. Il clima di malcontento e sfiducia tra il vescovo e la maggioranza della popolazione non si placò nei mesi successivi, tanto che il prelato fu imputato in un processo con l'accusa di aver favorito l'esercito occupante; in ogni caso il processo non giunse mai a sentenza, perché Isola fu amnistiato il 21 ottobre 1920. Comunque già prima dell'amnistia, il 14 febbraio 1919, rinunciò alla sua sede, dietro discreta sollecitazione papale e su richiesta del governo italiano.
Contestualmente fu nominato vescovo titolare di Adrianopoli di Onoriade e si ritirò nel suo paese natale, dove morì a 76 anni il 21 dicembre 1926.

## Genealogia episcopale
La genealogia episcopale è:
- Cardinale Scipione Rebiba
- Cardinale Giulio Antonio Santori
- Cardinale Girolamo Bernerio, O.P.
- Arcivescovo Galeazzo Sanvitale
- Cardinale Ludovico Ludovisi
- Cardinale Luigi Caetani
- Cardinale Ulderico Carpegna
- Cardinale Paluzzo Paluzzi Altieri degli Albertoni
- Papa Benedetto XIII
- Papa Benedetto XIV
- Papa Clemente XIII
- Cardinale Marcantonio Colonna
- Cardinale Giacinto Sigismondo Gerdil, B.
- Cardinale Giulio Maria della Somaglia
- Cardinale Carlo Odescalchi, S.I.
- Cardinale Costantino Patrizi Naro
- Cardinale Lucido Maria Parocchi
- Vescovo Francesco Isola